# Sołacz

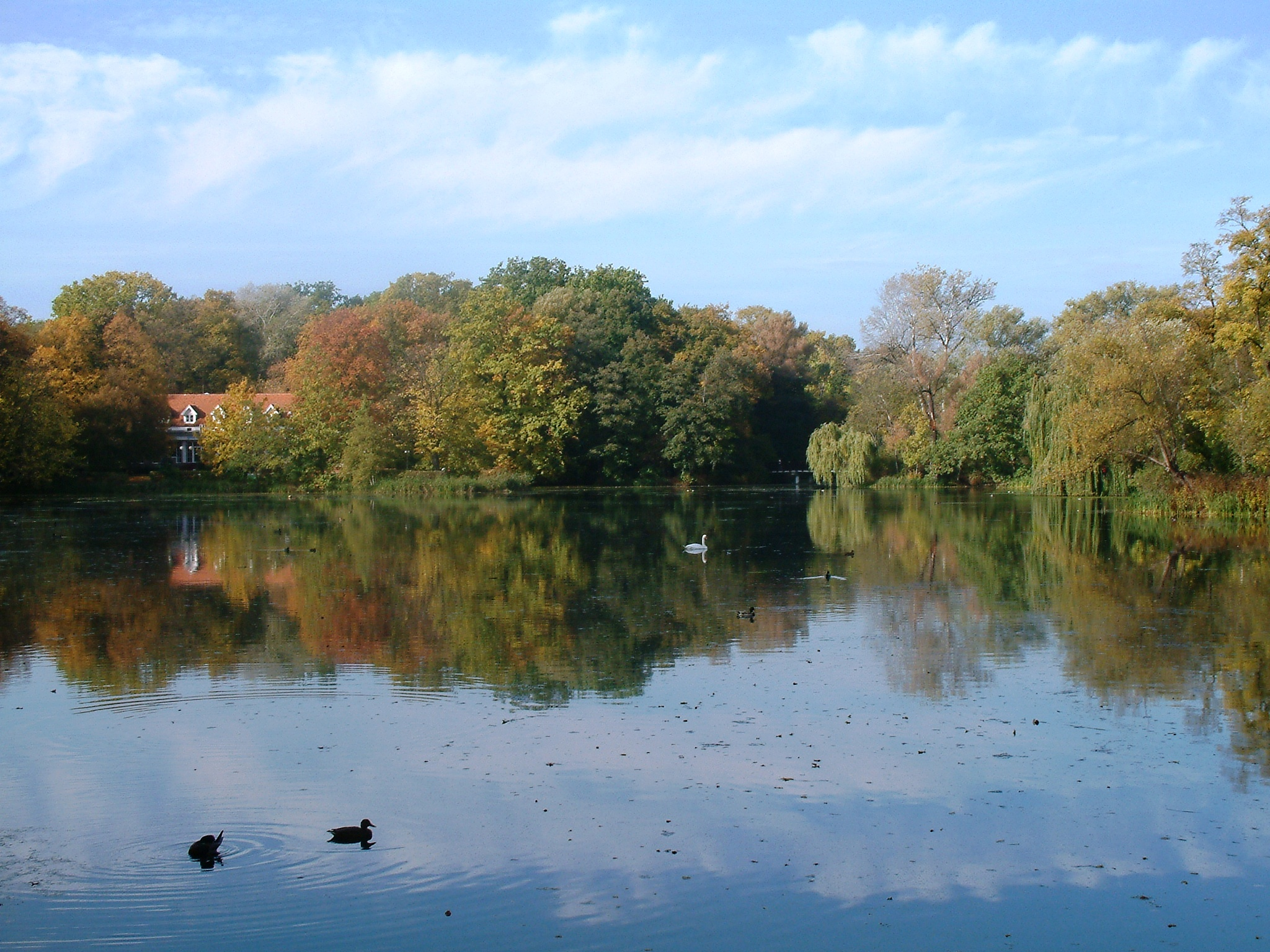
Park Sołacki

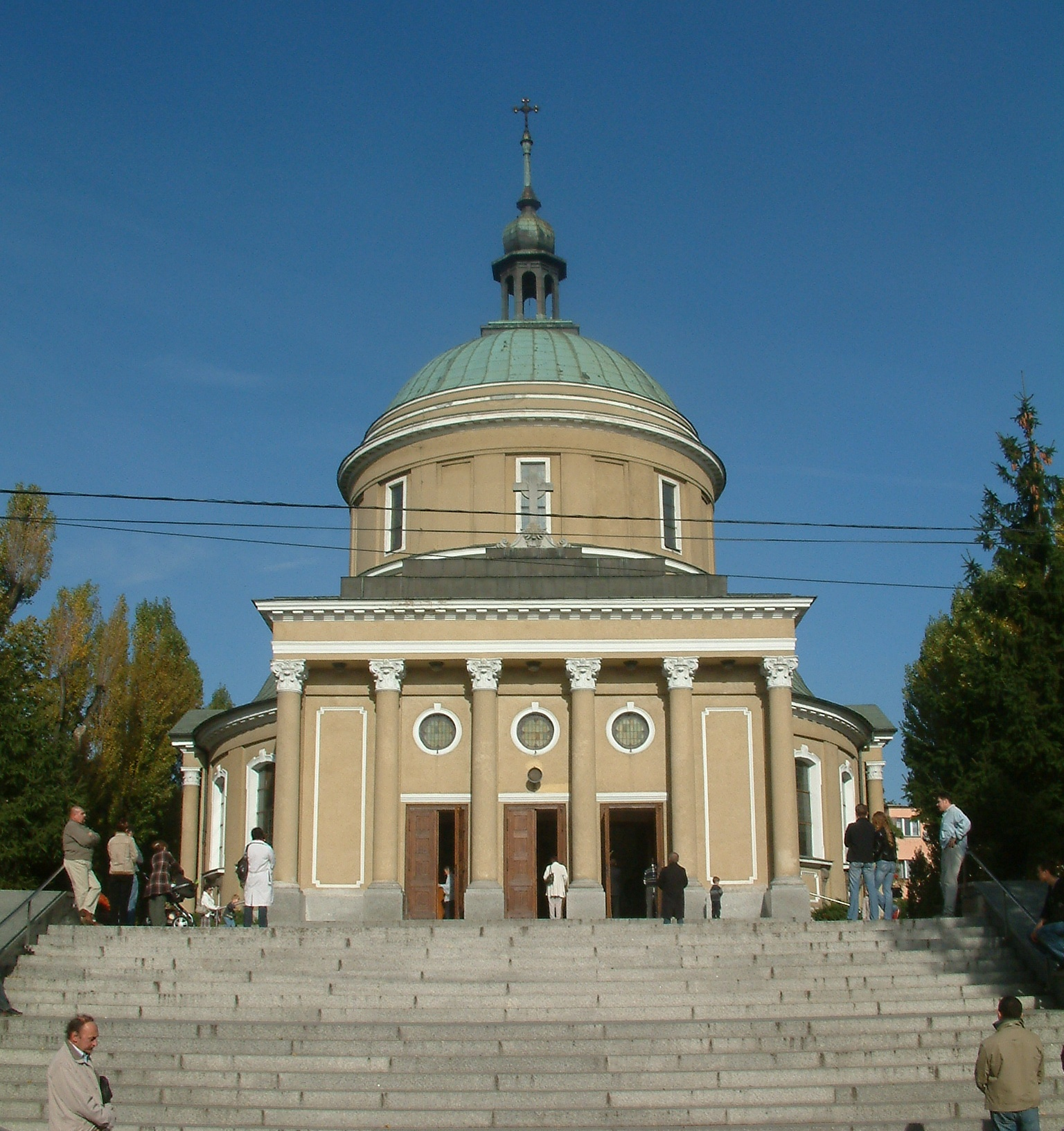
Kościół św. Jana Vianney

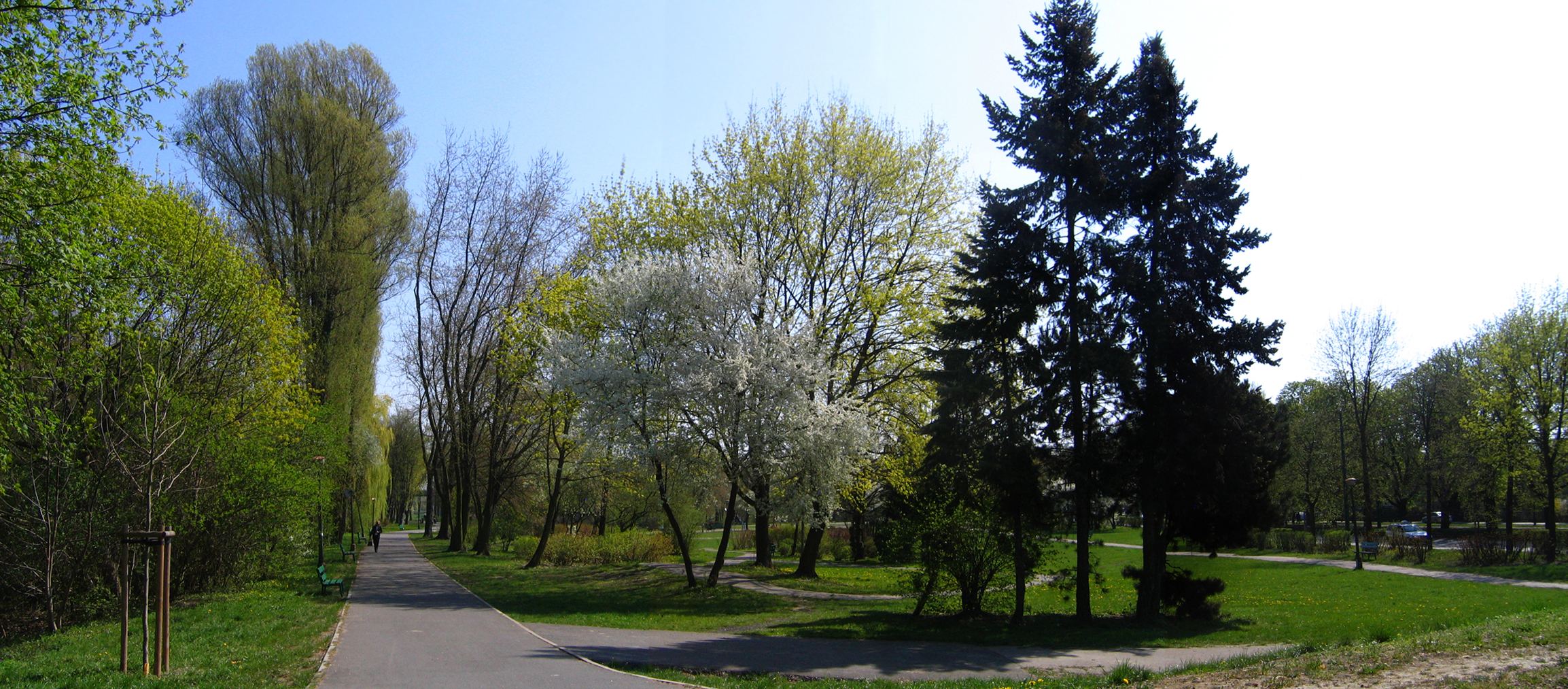
Park Adama Wodziczki

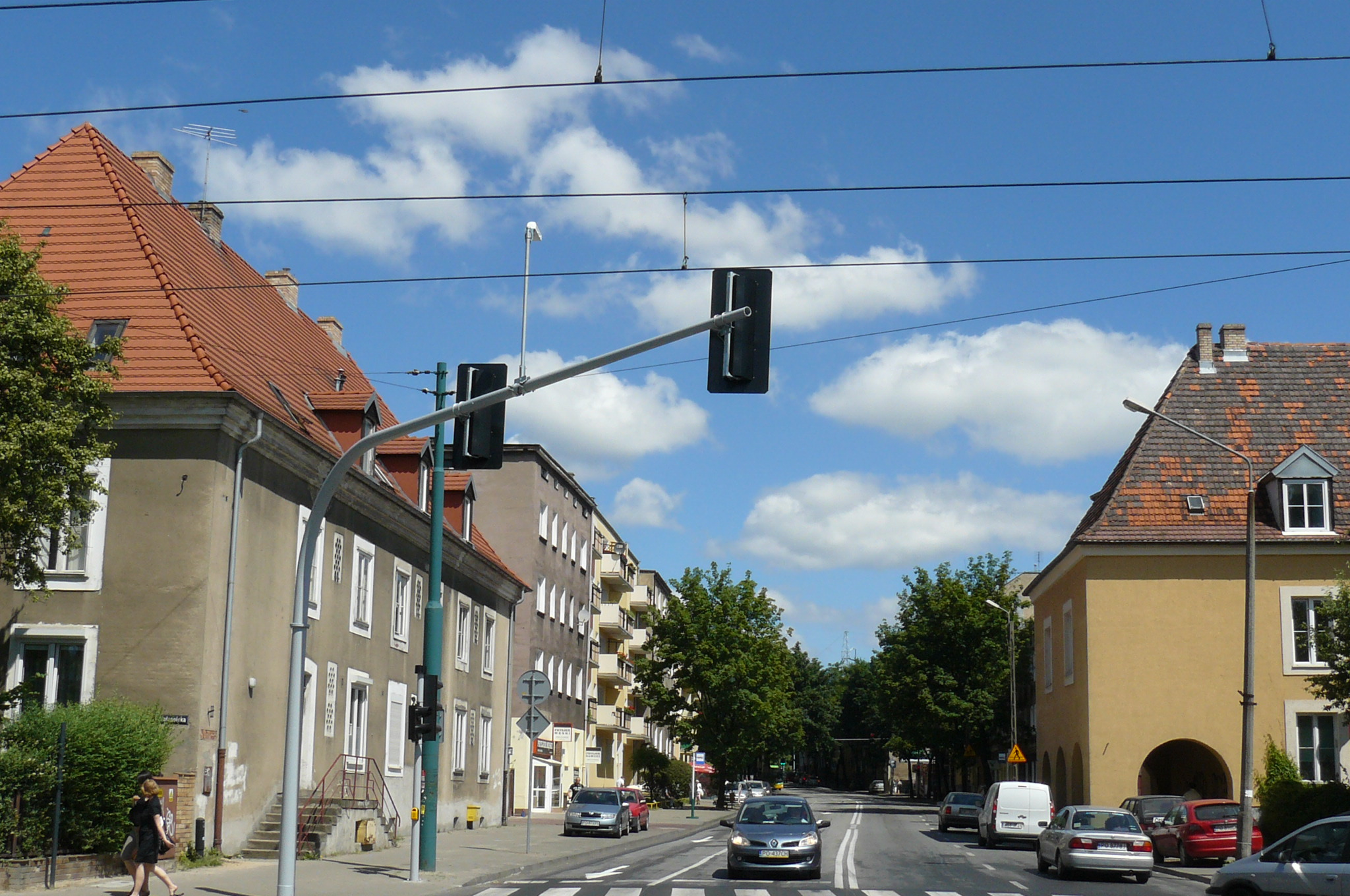
Osiedle Nad Wierzbakiem (2010)

Sołacz – część miasta Poznania, położona w północno-zachodnim obszarze miasta, na osiedlu samorządowym Sołacz. 

## Położenie
Leży w dolinie Bogdanki. Obecnie jest to dzielnica willowa, w której przeważa niska zabudowa domów jednorodzinnych. Zespół urbanistyczno-architektoniczny Sołacza od 19 stycznia 1983 roku figuruje w rejestrze zabytków pod numerem A-244.

## Nazwa
Sołacz, obecna część miasta Poznań, była kiedyś osobną wsią leżącą 3,5 km na północny wschód od Starego Rynku w Poznaniu. Nazwa pojawiła się w źródłach pisanych pod koniec XIV wieku i dotyczyła młyńskiej osady położonej nad rzeką Bogdanką. Średniowieczne źródła odnotowały w okolicy dwa młyny wodne: „ Sołacki Młyn” leżący w Sołaczu oraz „Niestachowski Młyn”, położony pomiędzy wsiami Jeżyce i Sołacz.
Słowo „Sołacz” wywodzi się od staropolskiego wyrazu „sol”, „sołek”, oznaczającego spichlerz, spiżarnię lub od imienia Sołak. Pierwszy zachowany zapis pochodzi z łacińskiego dokumentu z 1389 „Solacz”, 1390 Szolacz, 1434 Zolacz, 1442 Solacz,  1454 Scholacz, 1580 Sołacz. Niemcy używali nazwy Scholatz lub Solasch

## Historia
Tereny, na których powstała miejscowość były jednak zasiedlone znacznie wcześniej. W okolicy archeolodzy odnaleźli pozostałości wcześniejszego osadnictwa. Pierwsze ślady ludzkiej bytności na terenie Sołacza pochodzą z okresu kultury pucharów lejkowatych.  Na gruntach Sołacza odkryto również cmentarzysko z X-XII wieku (przy ul. Góralskiej 7); osady z XI-XII wieku (położonej przy dawnej Al. Sołackiej, obecnie Al. Wojska Polskiego, i ul. Mazowieckiej 43); osady z XII-XIII wieku (położonej przy dzisiejszej ul. Mazowieckiej). W lesie na wzniesieniu nad Bogdanką 300 m na północny wschód od toru kolejowego Poznań – Oborniki odnaleziono także fragmenty grzebienia z XI-XII wieku.
Na podstawie znalezisk biżuterii z X wieku zidentyfikowanej jako pochodzącą z okolic Nitry, a także nietypowego sposobu pochówku z unikatowym wyposażeniem powstała hipoteza dotycząca założenia grodu w Poznaniu przez uchodźców z księstwa nitrzańskiego. Mieli oni przenieść się w te okolice po upadku w 906 państwa wielkomorawskiego i założyć gród w Poznaniu. Teoria ta mówi o „fizycznej obecności (...) grupy ludności (...) z okolic Nitry, w X wieku, w okolicach Poznania”, która miała być grupą o wysokim standardzie społecznym oraz kultywująca tradycje swej kultury”. Wysunęli ją profesorowie Zofia Hilczer-Kurnatowska oraz Michał Kara.
Początkowo miejscowość była wsią szlachecką należącą do lokalnej wielkopolskiej szlachty polskiej z rodu Sołackich, którzy od nazwy wsi przyjęli odmiejscowe nazwisko, a później także była przejściowo własnością klasztorną oraz mieszczańską. Właścicielami byli później także Kazirola, Górkowie herbu Łodzia, Szamotulscy herbu Nałęcz, Czarnkowscy herbu Nałęcz III oraz Wisławsscy. Od 1320 leżała w Zjednoczonym Królestwie Polskim, a od 1380 w powiecie poznańskim województwa poznańskiego w Koronie Królestwa Polskiego. W 1563 odnotowana w parafii św. Wojciech pod Poznaniem.
Pierwsze zachowane zapisy o wsi pochodzą z drugiej połowy XIV wieku i pochodzą z archiwów sądowych. W 1397 wspomniano Jadwigę, która toczyła proces ze swoją matką pochodzącą z Sołacza.  W 1395 po raz pierwszy odnotowany został młyn zbożowy w Sołaczu zwany „Sołacki Młyn”. W latach 1389-1404 jako właścicieli we wsi odnotowano Jaśka z Sołacza oraz jego brata Bodzętę, którzy od nazwy wsi przyjęli odmiejscowe nazwisko Sołackich. W 1390 Jasiek wraz z bratem Bodzętą Sołackim winni byli za owce 10,5 grzywien mieszczaninowi poznańskiemu Andrzejowi Ponieckiemu. Spłatę długu zabezpieczyli na wszelkich swych dobrach ruchomych i na nieruchomościach, które mają wraz z matką Bogusławą w Sołaczu. W 1394 Jasiek oraz Bodzęta toczyli spór sądowy o 4 grzywny z Jakuszem Rogalińskim oraz jego żoną Małgorzatą. W 1394 Jasiek wygrał proces ze Stanisławem Rudzkim (z Rudek koło Ostroroga) o niesłuszne naganienie szlachectwa tegoż Jaśka. W 1395 Jasiek przedstawił dokumenty, że posiadał dwie części w Sołaczu od 3 at. W 1396 w procesie Zofii z jej pasierbami dowodził przy pomocy świadków, że wspomniana Zofia nie zabrała po śmierci swego męża 20 grzywien. W 1402 Jasiek Sołacki odnotowany został wraz ze swymi dziećmi, bratem Bodzętą Sołackim, jego dziećmi i matką. W latach 1402-1403 Jasiek Sołacki naganił cześć wicepodsędka Henryka Olszyckiego zwanego też Rogalińskim, ponieważ nie osądził on tegoż Jaśka „po prawie” przegrywając proces.
W latach 1395-1403 odnotowano właściciela we wsi Jana Kazirolę Slapirola z Sołacza. W 1395 toczył spór z Januszem Linde z Poznania o młyn zbożowy w Sołaczu zwany „Sołacki Młyn”. W 1402 toczył proces z braćmi Bodzętą oraz Jaśkiem Sołackimi, którzy dowodzili przy pomocy świadków, że ich matka Boguszka spokojnie posiadała łąkę. W 1402 Kazirola wójt ze Stobnicy pozwał Bodzętę Sołackiego o wysieczenie łąki. W 1402 Jan Kazirola wraz z dziećmi rozgraniczył swoją część Sołacza od części Janusza, Bodzęty, ich dzieci oraz ich matki. W tym roku toczył także proces ze Stronisławą o 10 zagonów w Sołaczu. W 1403 Kazirola wygrał proces z Jaśkiem z Sołacza i jego żoną o łąkę w we wsi. W 1403 prowadził proces z Agnieszką z Taczał, która dowodziła przy pomocy świadków, że dała Janowi 16 grzywien swego posagu.
W początku XV wieku wieś stała się własnością kościelną. W 1406 odnotowano właścicieli we wsi Dobrogosta i Wincenty Świdwa bracia z Szamotuł. W 1413 bracia ci dali wieś Sołacz wraz z miejscowym młynem dominikanom poznańskim, zobowiązując się też wykupić ciążący na wsi czynsz 4 grzywien i przekazać go konwentowi. Jedna ćwiertnia (łac. „mensura”) żyta z dochodów znajdującego się w Sołaczu młyna miała być co tydzień przeznaczona dla szpitala pod Szamotułami za zbawienie duszy panów z Szamotuł. W zamian dominikanie zobowiązali się dokończyć w ciągu roku budowę kaplicy przy klasztorze, w której ma być odprawiana msza za zmarłych. Po zakończeniu budowy kaplicy 1/4 dochodów czynszowych ze wsi miała być przeznaczona na pokrycie kosztów nauki dwóch braci z konwentu, a reszta na odzienie dla braci. Dochody z łąk i zwierząt przeznaczone miały być na wspólny użytek konwentu. Po 1588 konwent dominikanów poznańskich toczył proces z miastem Poznaniem o Sołacz, którego dominikanie już nie posiadali.
W 1496 kasztelan kaliski Andrzej Szamotulski dał swojej córce Katarzynie połowę dóbr Szamotuły, w tym Sołacz, do czasu, gdy za jego zgodą wyjdzie za mąż. Kiedy się to stanie miała zwrócić Andrzejowi wspomniane dobra, a w zamian otrzymać sumę 2000 grzywien. W 1511 Katarzyna dała swemu mężowi Łukaszowi II Górce połowę dóbr Szamotuły, w tym Sołacz, a w 1512 otrzymała w zamian te same dobra, w tym Sołacz, w dożywocie. W 1557 Łukasz III, Andrzej II i Stanisław bracia z Górki dokonali podziału dóbr. Łukasz z Górki otrzymał miasto Szamotuły, a wśród okolicznych wsi m. in. Sołacz.  W 1576 szlachcice Jerzy i Stanisław bracia Wisławscy, spadkobiercy zmarłego Jana Wisławskiego, sprzedali z zastrzeżeniem prawa wykupu Stanisławowi Górce wieś Sołacz wraz z młynem wodnym zwanym „Niestachów”. Wisławscy uprzednio nabyli z zastrzeżeniem prawa wykupu Sołacz od Łukasza Górki. W 1598 Piotr Czarnkowski właścicielem w Sołaczu. W latach 1598-1599 sprzedał Sołacz miastu Poznaniowi.
Zachowały się także zapisy w historycznych księgach podatkowych. W 1475 Sołacz nie zapłacił podatku królewskiego. W 1563 i 1577 odnotowano pobór z Sołacza. W 1580 miał miejsce pobór z Sołacza własności wojewody poznańskiego Stanisława Górki, który zapłacił od 15 zagrodników po 6 groszy, od 4 zagrodników po 8 groszy, od komorników oraz od dwóch kół wodnych młyna „Wierzbnego” .
Wieś  szlachecka  położona była w 1580 roku w powiecie poznańskim województwa poznańskiego w Rzeczypospolitej Obojga Narodów. Wskutek II rozbioru Polski w 1793, miejscowość przeszła pod władanie Prus i jak cała Wielkopolska znalazła się w zaborze pruskim. W 1819 liczyła 81 mieszkańców. Sołacz jako podmiejska dzielnica willowa wyłonił się w końcu XIX wieku. 1 kwietnia 1908 roku Sołacz został włączony w granice Poznania.
25 marca 1945 rozegrano tutaj pierwszą masową imprezę biegową po II wojnie światowej – bieg przełajowy na 2200 metrów (Aleja Wielkopolska – Małopolska – Śląska – Nad Wierzbakiem – Aleja Wielkopolska). Startowało 80 zawodników w wieku od 16 do 45 lat. Zwycięzcą był Henryk Baranowski z Junikowa (czas 7.41,5). Na Sołaczu znajduje się też Uniwersytet Przyrodniczy, zbudowany na obszarze dawnej siedziby rodziny Kapelów, a także osiedle „Nad Potokiem” wybudowane pod koniec lat 60. XX w. 
Podczas Poznańskiego Czerwca w 1956 demonstranci ostrzelali z broni automatycznej posterunek Milicji Obywatelskiej przy ul. Nad Wierzbakiem. W trakcie walk i przejazdów czołgów zniszczeniu uległy nawierzchnie ulic Wojska Polskiego i Wołyńskiej, a także ogrodzenia budynków na ich skrzyżowaniu. 
Sołacz w latach 1954–1990 należał do dzielnicy Jeżyce. W 1996 r. utworzono jednostkę pomocniczą miasta Osiedle Sołacz. W 1998 r. zmieniono granice osiedla.

## Kolonia willowa
Kolonia willowa była rozwijana pod okiem architekta Josepha Stübbena. Większa część obecnego Sołacza stała się na przełomie XIX i XX wieku własnością bankiera z Berlina – Barucha Eliasa. W 1896 podjął on decyzję o parcelacji swojego majątku, celem rozsprzedaży gruntów. W 1906 parcelacji dokonał Stübben, ale ostatnie działki sprzedano dopiero w 1913. Architekt zaprojektował osiedle luksusowych willi, wpisując je w ukształtowanie terenu, przede wszystkim w malowniczą dolinę Bogdanki. Całość miała powierzchnię 90 ha, z czego około 44 ha przeznaczono na zabudowę. Wille zbudowano w stylach historycznych. Były to obiekty pojedyncze i bliźniacze. Z centrum miasta Sołacz zyskał połączenie długą aleją kasztanowców – obecną aleją Wielkopolską.
Joseph Stübben zaprojektował dzielnice willową większą od tej ostatecznie zrealizowanej. Willami miał zostać zabudowany teren na północ od Parku Sołackiego, przy dzisiejszej ul. Urbanowskiej  i ściśle przy Parku Wodziczki.

## Przyroda
Cenną osobliwością przyrody jest aleja kasztanowców wzdłuż Alei Wielkopolskiej. Cenne i często rzadkie okazy flory i fauny znaleźć można w dolinie Bogdanki, Parku Sołackim, Parku Wodziczki, czy Stawach Sołackich. Ważnym ogniwem ochrony przyrody jest Ogród Dendrologiczny Uniwersytetu Przyrodniczego oraz Ogród farmakognostyczny. 
W połowie lat 60. XX wieku oznaczono na terenie Sołacza m.in. grzybieńczyka wodnego (w Stawach), lepnicę smukłą (przy ul. Małopolskiej), pieprzycę gęstokwiatową (przy domach, na zaniedbanych parcelach), czy sit żabi (na wilgotnych łąkach).

## Wydarzenia kulturalne

### Feliks Nowowiejski
Na Sołaczu mieszkał m.in. Feliks Nowowiejski, polski kompozytor, twórca m.in. Roty i  Oratorium Quo vadis. W domu przy alei Wielkopolskiej 11 (w którym kompozytor mieszkał i tworzył) działa od 7 lutego 2008 roku Salon Muzyczny- Muzeum Feliksa Nowowiejskiego w Poznaniu.

### Koncerty Sołackie
W Parku Sołackim na tarasie Hotelu Restauracji Meridian w okresie letnim organizowane są Koncerty Sołackie.

## Ważniejsze miejsca i obiekty
- Park Sołacki, Stawy Sołackie, Wierzbak, Plac Spiski,
- Kościół św. Jana Vianneya w Poznaniu,
- rzeźba Dwie kobiety,
- Ośrodek Kulturalny Sołek,
- Ogród farmakognostyczny w Poznaniu,
- Collegium Maximum Uniwersytetu Przyrodniczego w Poznaniu,
- Ogród Dendrologiczny Uniwersytetu Przyrodniczego w Poznaniu z grupą zabytkowych platanów,
- Uczelniany Ogród Dydaktyczny Uniwersytetu Przyrodniczego w Poznaniu,
- Cmentarz parafialny św. Jana Vianneya w Poznaniu,
- Poczekalnia tramwajowa na Sołaczu,
- Osiedle przy ul. Nad Wierzbakiem w Poznaniu,
- Willa przy ul. Grudzieniec 8 w Poznaniu,
- Niestachów (Poznań), Pływalnia przy ul. Niestachowskiej,
- Kolonia kolejowa przy pl. Lipowym w Poznaniu – inne (prawdopodobne) dzieło Stübbena,
- Rozbrat
- Polichromia* Zbrodnia o wielu barwach - powieść Joanny Jodełki, której akcja rozgrywa się w dużym stopniu na Sołaczu
- Łuczniczy Klub Sportowy "Leśnik" Poznań

## Bibliografia

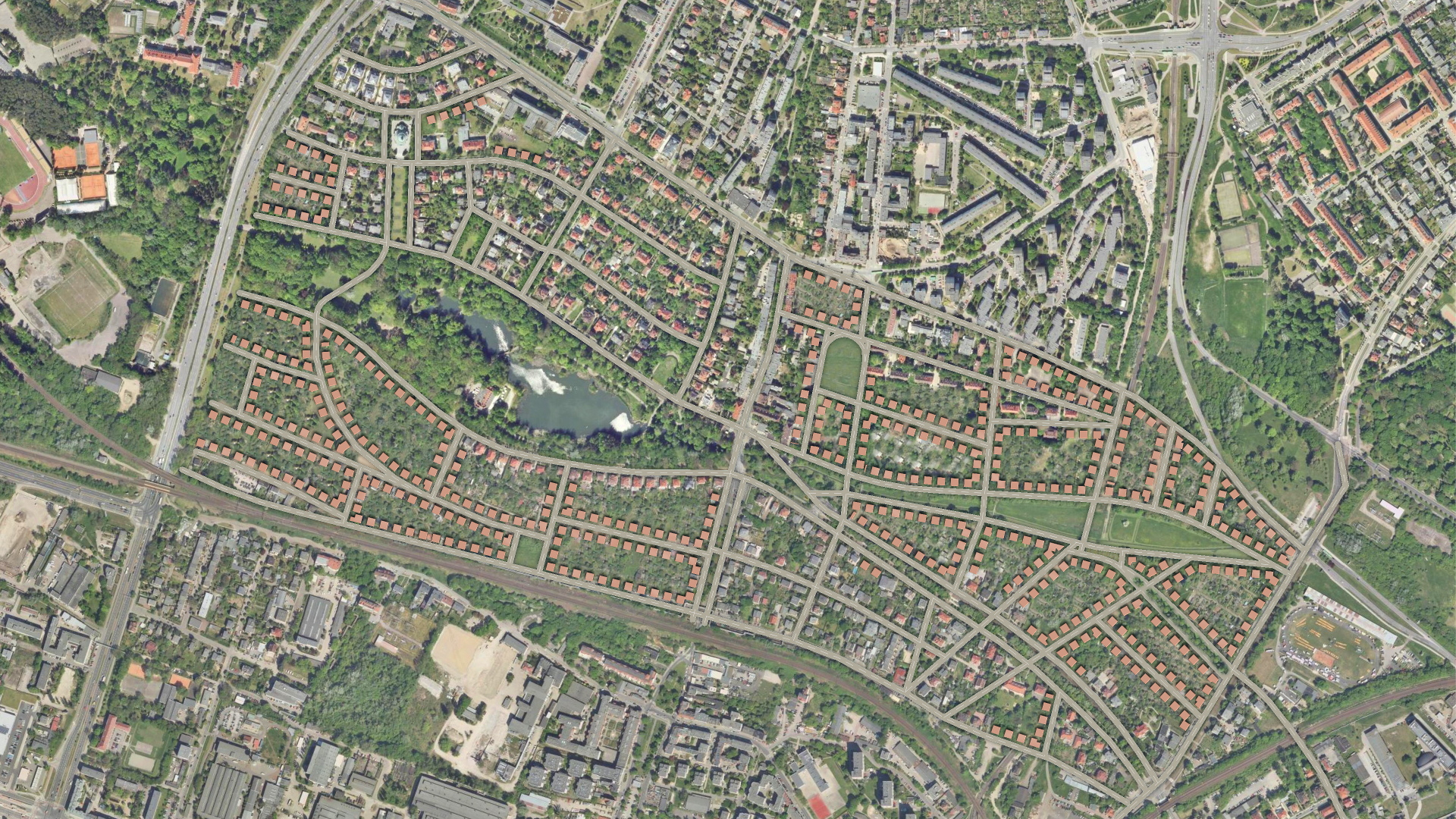
Docelowy plan zabudowy Sołacza